# Psychotria condensata
Psychotria condensata är en måreväxtart som beskrevs av Theodoric Valeton. Psychotria condensata ingår i släktet Psychotria och familjen måreväxter. Inga underarter finns listade i Catalogue of Life.